# Velika nagrada Turčije 2010
Velika nagrada Turčije 2010 je sedma dirka Svetovnega prvenstva Formule 1 v sezoni 2010. Odvijala se je 30. maja 2010 na carigrajskem dirkališču Istanbul Park. Zmagal je Lewis Hamilton, McLaren-Mercedes, drugo mesto je osvojil njegov moštveni kolega Jenson Button, tretje pa Mark Webber, Red Bull-Renault.
Mark Webber, ki je osvojil najboljši štartni položaj, je na štartu povedel, s tretjega štartnega mesta se je na drugo prebil Sebastian Vettel, ki je prehitel Lewisa Hamiltona, podobno pa je Michael Schumacher prehitel Jensona Buttona, toda ob že koncu prvega kroga sta Hamilton in Button tekmecema vrnila in zavzela mesti, na katerih sta štartala. Ob postankih v bokih okoli petnajstega kroga je Vettel prehitel Hamiltona, ki je imel težave s speljevanjem, ko sta istočasno zapeljala na menjavo pnevmatik. Vodilna četverica je vozila v razmaku le nekaj sekund do devetintridesetega kroga, ko je Vettel napadel Webbera in trčil vanj. Vettel je moral zaradi poškodovanega dirkalnika odstopiti, Webber pa je padel na tretje mesto za oba dirkača McLarna, kjer dodatnem postanku za menjavo prednjega krilca pa je zadržal tretje mesto. Nekaj krogov za tem je Button prehitel Hamiltona, toda le-ta se je že ovinek kasneje ponovno prebil v vodstvo in ga zadržal do konca. Ferrari je na tej dirki praznoval svojo osemstoto prvenstveno dirko Formule 1, Kamui Kobajaši pa z desetim mestom svojo prvo točko. 

## Rezultati

### Kvalifikacije
| Poz | Št | Dirkač             | Konstruktor          | 1. del   | 2. del   | 3. del   | Št. m. |
| --- | -- | ------------------ | -------------------- | -------- | -------- | -------- | ------ |
| 1   | 6  | Mark Webber        | Red Bull-Renault     | 1:27,500 | 1:26,818 | 1:26,295 | 1      |
| 2   | 2  | Lewis Hamilton     | McLaren-Mercedes     | 1:27,667 | 1:27,013 | 1:26,433 | 2      |
| 3   | 5  | Sebastian Vettel   | Red Bull-Renault     | 1:27,067 | 1:26,729 | 1:26,760 | 3      |
| 4   | 1  | Jenson Button      | McLaren-Mercedes     | 1:27,555 | 1:27,277 | 1:26,781 | 4      |
| 5   | 3  | Michael Schumacher | Mercedes             | 1:27,756 | 1:27,438 | 1:26,857 | 5      |
| 6   | 4  | Nico Rosberg       | Mercedes             | 1:27,649 | 1:27,141 | 1:26,952 | 6      |
| 7   | 11 | Robert Kubica      | Renault              | 1:27,766 | 1:27,426 | 1:27,039 | 7      |
| 8   | 7  | Felipe Massa       | Ferrari              | 1:27,993 | 1:27,200 | 1:27,082 | 8      |
| 9   | 12 | Vitalij Petrov     | Renault              | 1:27,620 | 1:27,387 | 1:27,430 | 9      |
| 10  | 23 | Kamui Kobajaši     | BMW Sauber-Ferrari   | 1:28,158 | 1:27,434 | 1:28,122 | 10     |
| 11  | 14 | Adrian Sutil       | Force India-Mercedes | 1:27,951 | 1:27,525 |          | 11     |
| 12  | 8  | Fernando Alonso    | Ferrari              | 1:27,857 | 1:27,612 |          | 12     |
| 13  | 22 | Pedro de la Rosa   | BMW Sauber-Ferrari   | 1:28,147 | 1:27,879 |          | 13     |
| 14  | 16 | Sébastien Buemi    | Toro Rosso-Ferrari   | 1:28,534 | 1:28,273 |          | 14     |
| 15  | 9  | Rubens Barrichello | Williams-Cosworth    | 1:28,336 | 1:28,392 |          | 15     |
| 16  | 17 | Jaime Alguersuari  | Toro Rosso-Ferrari   | 1:28,460 | 1:28,540 |          | 16     |
| 17  | 10 | Nico Hülkenberg    | Williams-Cosworth    | 1:28,227 | 1:28,841 |          | 17     |
| 18  | 15 | Vitantonio Liuzzi  | Force India-Mercedes | 1:28,958 |          |          | 18     |
| 19  | 18 | Jarno Trulli       | Lotus-Cosworth       | 1:30,237 |          |          | 19     |
| 20  | 19 | Heikki Kovalainen  | Lotus-Cosworth       | 1:30,519 |          |          | 20     |
| 21  | 24 | Timo Glock         | Virgin-Cosworth      | 1:30,744 |          |          | 21     |
| 22  | 21 | Bruno Senna        | HRT-Cosworth         | 1:31,266 |          |          | 22     |
| 23  | 25 | Lucas di Grassi    | Virgin-Cosworth      | 1:31,989 |          |          | 23     |
| 24  | 20 | Karun Čandok       | HRT-Cosworth         | 1:32,060 |          |          | 24     |

### Dirka
| Poz | Št | Dirkač             | Konstruktor          | Krogi | Čas/Odstop        | Št. m. | Toč |
| --- | -- | ------------------ | -------------------- | ----- | ----------------- | ------ | --- |
| 1   | 2  | Lewis Hamilton     | McLaren-Mercedes     | 58    | 1:28:47,620       | 2      | 25  |
| 2   | 1  | Jenson Button      | McLaren-Mercedes     | 58    | +2,645            | 4      | 18  |
| 3   | 6  | Mark Webber        | Red Bull-Renault     | 58    | +24,285           | 1      | 15  |
| 4   | 3  | Michael Schumacher | Mercedes             | 58    | +31,110           | 5      | 12  |
| 5   | 4  | Nico Rosberg       | Mercedes             | 58    | +32,266           | 6      | 10  |
| 6   | 11 | Robert Kubica      | Renault              | 58    | +32,824           | 7      | 8   |
| 7   | 7  | Felipe Massa       | Ferrari              | 58    | +36,635           | 8      | 6   |
| 8   | 8  | Fernando Alonso    | Ferrari              | 58    | +46,544           | 12     | 4   |
| 9   | 14 | Adrian Sutil       | Force India-Mercedes | 58    | +49,029           | 11     | 2   |
| 10  | 23 | Kamui Kobajaši     | BMW Sauber-Ferrari   | 58    | +1:05,650         | 10     | 1   |
| 11  | 22 | Pedro de la Rosa   | BMW Sauber-Ferrari   | 58    | +1:05,944         | 13     |     |
| 12  | 17 | Jaime Alguersuari  | Toro Rosso-Ferrari   | 58    | +1:07,800         | 16     |     |
| 13  | 15 | Vitantonio Liuzzi  | Force India-Mercedes | 57    | +1 krog           | 18     |     |
| 14  | 9  | Rubens Barrichello | Williams-Cosworth    | 57    | +1 krog           | 15     |     |
| 15  | 12 | Vitalij Petrov     | Renault              | 57    | +1 krog           | 9      |     |
| 16  | 16 | Sébastien Buemi    | Toro Rosso-Ferrari   | 57    | +1 krog           | 14     |     |
| 17  | 10 | Nico Hülkenberg    | Williams-Cosworth    | 57    | +1 krog           | 17     |     |
| 18  | 24 | Timo Glock         | Virgin-Cosworth      | 55    | +3 krogi          | 21     |     |
| 19  | 25 | Lucas di Grassi    | Virgin-Cosworth      | 55    | +3 krogi          | 23     |     |
| 20  | 20 | Karun Čandok       | HRT-Cosworth         | 52    | Črpalka za gorivo | 24     |     |
| Ods | 21 | Bruno Senna        | HRT-Cosworth         | 46    | Pritisk goriva    | 22     |     |
| Ods | 5  | Sebastian Vettel   | Red Bull-Renault     | 39    | Trčenje           | 3      |     |
| Ods | 19 | Heikki Kovalainen  | Lotus-Cosworth       | 33    | Hidravlika        | 20     |     |
| Ods | 18 | Jarno Trulli       | Lotus-Cosworth       | 32    | Hidravlika        | 19     |     |